# 黑市 (電視劇)
《黑市》（英語：Dark City）是由香港電視娛樂所製作的一套驚慄題材單元劇，於2019年12月25日－2020年1月22日首播，由柳瑩監制。本劇由20個單元劇組成，主題圍繞人性黑暗面與奇幻情節，為繼《VR驅魔人》後，第二套由王貽興及劉翁編劇的ViuTV劇集；及繼《理想國》後，該台製作的第二套單元劇。
另外，此劇亦影射不少曾轟動一時的香港時事新聞事件。

## 每集主題
| 集數 | 播映日期 | 單元劇名   | 主演                                               |
| ---- | -------- | ---------- | -------------------------------------------------- |
| 1    | 12月25日 | 碟仙       | 關嘉敏、麥可怡、戴月、邱士縉、呂爵安、陳澄騫       |
| 2    | 12月26日 | 鬼子母神   | 陳郁憲、陳桂芬、蔡宛珊、陳子豐                     |
| 3    | 12月27日 | 電梯       | 何浩源、吳海昕、張滿源、吳渙禧                     |
| 4    | 12月30日 | 嚇親萬理通 | 詹瑞文、楊偲泳、黃溢濠                             |
| 5    | 12月31日 | 地縛靈     | 岑珈其、薛國斌、羅雄全、林偉年、唐浩然             |
| 6    | 1月2日   | 不義肢     | 張松枝、代蓮曦丹美、陳桂芬、何敏怡、溫家晴、邱傲然 |
| 7    | 1月3日   | 過夜       | 張紋嘉、關嘉敏、黎澤恩                             |
| 8    | 1月6日   | 黃牛       | 詹朗林、李昭南、薛國斌                             |
| 9    | 1月7日   | 神功戲     | 陳國邦、陳健朗、袁綺雯、方珈悠、劉志偉、李信希     |
| 10   | 1月8日   | 公屋       | 李信希、陳欣妍、麥詠楠、柳應廷、譚汝康             |
| 11   | 1月9日   | 偽善若水   | 朱柏謙、彭珮嵐、邱士縉                             |
| 12   | 1月10日  | 全家覆     | 余潔、黎學勤、梁嘉進                               |
| 13   | 1月13日  | 斷片       | 駱振偉、朱柏康、麥芷誼                             |
| 14   | 1月14日  | 失眠夢     | 陳俞希、黃奕晨                                     |
| 15   | 1月15日  | 上樓       | 魯文傑、李靜蓮、余世騰                             |
| 15   | 1月15日  | 詭聲       | 魯文傑                                             |
| 16   | 1月16日  | 奪舍       | 王貽興、黃紀童、張丹蕾                             |
| 17   | 1月17日  | 正能量     | 強尼、唐浩然、麥可怡                               |
| 18   | 1月20日  | 心靈寫真   | 陳潔玲、羅雪妍、呂爵安、徐浩昌                     |
| 19   | 1月21日  | 鬼胎       | 余采霖、周祉君                                     |
| 20   | 1月22日  | 死神       | 陳啟泰、英健朗                                     |

## 角色列表

### 第一集：碟仙
- 影射2019年東華三院李東海小學教師校內自殺事件

| 演員   | 角色     | 關係 |
| 關嘉敏 | 茜       | 於原有時空中和彩鳳等人為查Miss Mui自殺真相而玩碟仙，結果遭遇靈異事件，在被楠楠追殺時用石雕將其從學校禮堂露台擊落地面令其死亡，被目擊女兒被殺而惱羞成怒的校長追殺到馬路時被客貨車輾斃 |
| 何嘉怡 | 鬼魂茜   | 死後獲得輪迴能力，但每次輪迴就會製造一個平行時空 原有時空中造成靈異事件的元兇，於原有時空欲告訴眾人自己真實身份，卻將原有時空的自己嚇到躲於廁所，並在廁所欲用鏡子與原有時空的彩鳳溝通時將其誤殺，後改附身於周鎮東警誡眾人時，意外令其被楠楠扼頸勒死 最後輪迴108次後改為回到Miss Mui自殺前一刻，附身到校長身上用鎅刀割腕自殺，並於翌日拒絕眾人玩碟仙要求打破輪迴 |
| 麥可怡 | 彩 鳳    | 於原有時空中發起碟仙遊戲，但在尋找受驚逃跑的茜時被鬼魂茜誤殺 |
| 戴月   | 楠 楠    | 校長之女 真正得知Miss Mui尋死原因之人，但竭力隱瞞真相 於原有時空中參與碟仙遊戲，在尋找受驚逃走的茜時被附身於周鎮東的鬼魂茜警誡時誤以為茜將其母是校長的真相洩漏給其而扼住其頸將其勒死，後見到重新出現的茜時追殺其逼到學校露台推下樓不果，反被其用石雕從露台擊落地面死亡                                                                                          |
| 邱士縉 | 胡志忠   | 碟仙遊戲參與者之一，但因使用金塔蓋以及鮮血做道具而被眾人歸咎為造成靈異事件的真兇，但實為鬼魂茜 原有時空的五人中逃過一劫的倖存者 |
| 呂爵安 | 周鎮東   | 碟仙遊戲參與者之一，在原有時空中尋找受驚逃跑的茜時被鬼魂茜附身以告誡眾人，但被原有時空的楠楠誤以為其知道其母為校長而被扼頸勒死。 |
| 陳澄騫 | Miss Mui | 在原有時空中被校長以訓斥及要求寫悔過書，不堪壓力而於學校中割腕自殺 在鬼魂茜輪迴108次後勸其收手 在最後一個時空中因為校長被鬼魂茜附身自殺而沒有尋死 |
| 陳鳳珍 | 校 長    | 在原有時空中訓斥及逼迫Miss Mui寫悔過書令其自殺，在目擊女兒被茜殺害後追殺其至馬路令其被車輾斃 在最後一個時空中被鬼魂茜附身用𠝹刀割腕自殺身亡，阻止Miss Mui自殺 |
| 劉家儀 | 女校工   | |

### 第二集：鬼子母神
- 取材自佛教鬼子母神的故事

| 演員   | 角色             | 關係 |
| 陳郁憲 | 石 榴            | 患有智能障礙，經常聲稱見到有女鬼但實為其母 魏醫生之客人 在最後失控將Roy用人頭蓋骨刎頸殺死，被魏醫生企圖反殺，但因鬼子母神及時趕到附身於魏醫生身上逃過被殺(但其實也無法被殺死) |
| 陳桂芬 | 石 母            | 鬼子母神 表面上為魏醫生的客人，實際上將其視為新的宿主，在最後因感應到愛子被魏醫生企圖殺害而附身於其身上照顧愛兒                                                               |
| 蔡宛珊 | 魏醫生           | Macy 表面上石母尋求協助治療兒子，但實際上被其視為新的宿主，在發現石母早已去世和實為鬼子母神的真相，以及男友被殺後惱羞成怒欲將石榴仔反殺，但不幸被及時趕到的石母附身照顧愛子   |
| 陳子豐 | Roy              | 魏醫生之男友，在陪同其查清石母真實身分時被失控的石榴仔用石母的人頭蓋骨刎頸殺害                                                                                                |
| 葉萬莊 | 小食店長         | |
| 林俊傑 | 業主兒子         | |
| 卓茵   | 兒童病人家長母親 | |

### 第三集：電梯
取材自Youtube MOMO事件、藍可兒事件/台灣彰化母女失蹤案
（MOMO事件：使用兒童卡通片封面包裝含不雅、暴力、鼓吹做出危險或自殘行為和驚悚內容短片）
| 演員   | 角色       | 關係   |
| 何浩源 | 杰 叔      |        |
| 吳海昕 | Elsie      | 葉小姐 |
| 張滿源 | 看更權叔   |        |
| 吳渙禧 | 謝海汶     | 蚊蚊   |
| 張明瀚 | 搬屋工人甲 |        |
| 詹皓翔 | 搬屋工人乙 |        |
| 梁洛婷 | 杰叔女兒   |        |
| 梁欣娟 | 杰叔老婆   |        |
| 林俊傑 | 便衣警     |        |

### 第四集：嚇親萬里通
| 演員   | 角色    | 關係 |
| 詹瑞文 | 閻老師  | 嚇親萬里通計劃的考官 最後原定要善嚇死其母以躲過灰飛煙滅的命運，結果因為兩人真摯的親情而動容改將善留在身邊當助教 |
| 楊偲泳 | 善      | 獨力照顧母親，但經常和其爭執，表面不和，但十分愛對方 一次和母親爭執時衝出馬路令駕駛客貨車的梁勁倫反應不及造成交通意外令兩人死亡 因本性善良，一直不敢嚇唬別人而令自己在嚇親萬里通計劃的分數十分之低 在一次被要求嚇唬一群電影拍攝人員時誤將其中一人嚇至跌在地頭撞水管而死，但她將這次可直接投胎的機會讓給梁勁倫 被閻老師要求將其母嚇死以逃避灰飛煙滅的命運，但因兩人之間真摯的親情而令其動容，最後選擇將其留在身邊擔任助教 |
| 黃溢濠 | 梁勁倫  | 客貨車司機，妻子正懷孕 因為善和其母爭執時突然衝出馬路導致他反應不及造成交通意外，令兩人死亡 在一次被要求嚇唬一群電影拍攝人員時，被善讓出一次直接投胎機會，最後選擇投胎成為妻子腹中胎兒 |
| 陳桂芬 | 善 母   | 被善獨力照顧，經常和其爭執，表面不和，但實十分愛對方 原要被善嚇死，但因兩人真摯的親情令女兒躲過灰飛煙滅的命運之餘亦讓自己逃過一劫 |
| 李建邦 | 鬼 東   | |
| 葉漪嘉 | 鬼 南   | |
| 楊卓欣 | 鬼 西   | |
| 李美琪 | 鬼 北   | |
| 魔童   | 探險者A | |
| 王頌茵 | 探險者B | |
| 湯沛宜 | 探險者C | |
| 麥紫莉 | 探險者D | |
| 侯淑敏 | 鬼 甲   | |
| 尤志豪 | 鬼 乙   | |
| 林嘉豪 | 鬼 丙   | |
| 梁焯霖 | 鬼 丁   | |

### 第五集：地縛靈
- 影射港人置業問題

| 演員   | 角色     | 關係                                                   |
| 岑珈其 | 詹立邦   | 地產經紀，居於劏房 患有腦瘤                            |
| 薛國斌 | 經紀強   | 接連遭遇買家自殺事件                                   |
| 林偉年 | 邦 父    | 一次和邦爭吵時過於激動心臟病發去世，變為地縛靈         |
| 唐浩然 | 失戀男   | 於前女友單位自殺                                       |
| 張滿源 | 睇樓夫   | 為變成地縛靈居於大屋而將兒子殺害後自殺                 |
| 吳肖蓮 | 睇樓妻   | 為變成地縛靈居於大屋，刺傷欲阻止丈夫殺子的邦後自殺身亡 |
| 羅雄全 | 樺姐鬼魂 |                                                        |

### 第六集：不義肢
| 演員       | 角色       | 關係 |
| 張松枝     | 茹定國     | 在一場交通意外中失去右手，被醫護人員用被其撞死的電單車司機的右手駁回，因而遭司機的鬼魂騷擾，最後不堪壓力砍斷自己右手後用電鑽鑽頭自殺 |
| 代蓮曦丹美 | 玲         | 茹定國之治療師 被被司機附身的茹定國殺害                                                                                        |
| 陳桂芬     | 老鄰居     | 被被司機附身的茹定國企圖殺害，但因茹定國甦醒暫時恢復意識逃過被殺                                                               |
| 何敏怡     |            | |
| 溫家晴     |            | |
| 邱傲然     | 司機       | 在交通意外中被茹定國撞死，右手被醫護人員用於駁回茹之右手，因而獲得在茹失去意識時附上其身的能力，先後殺死和企圖殺死玲和茹之鄰居 |
| 仇文君     | 電單車司機妻     | |
| 徐澤銘     | 軍裝警員甲 | |
| 李信希     | 軍裝警員乙 | |
| 陳敏聰     | CID丙      | |
| 李錦成     | 寺廟師傅   | |
| 楊一帆     | 醫生       | |
| 郭楚妮     | 護士       | |
| 唐家雄     | 食肆經理   | |
| 林偉偉     | 廚房同事甲 | |
| 楊鍵文     | 廚房同事乙 | |

### 第七集：過夜
| 演員   | 角色   | 關係 |
| 張紋嘉 | 吳晴恩 | 詹希朗女友，出於對男友的佔有慾而對變成鬼魂的秀生醋意，以為死後便可和她一樣定時輪迴照顧男友而刎頸自殺                                 |
| 黎澤恩 | 詹希朗 | 秀的前男友，從兩年前開始每天一時二十三分秀以靈魂輪迴回到家中。網上認識吳晴恩，並為男友後分手。                                       |
| 關嘉敏 | 秀     | 詹希朗的前女友，兩年前因為想照顧生病在家的詹希朗而路途中被姦殺，死後靈魂每天一時二十三分回到詹希朗家中輪迴做同一樣的動作同一樣的説話 |
| 黎美萱 | Dada   | 吳晴恩的好友 |
| 張丹蕾 | 小琳   | 已婚，説話直接，吳晴恩的好友並試探詹希朗                                                                                             |

### 第八集：黃牛
- 影射「黃牛黨」高價炒賣活動門票問題

| 演員   | 角色                 | 關係 |
| 詹朗林 | 良                   | 多次利用網上即時通訊軟件向神秘人換取門票，並以拍攝被車撞死的男子獲得點擊率、為上新聞從天台投擲鏹水瓶(更因此引致恐怖導致一對老夫婦死亡)、割下自己的腎作為交換條件。成功獲得門票後，被老闆重用而升職為公司部門主管，更從「透明人」變成受同事歡迎。最後被同樣利用網上即時通訊軟件向神秘人換取門票的小學生捅死。 |
| 李昭南 | Joyce                | |
| 薛國斌 | 俊                   | |
| 羅雅菲 | 女友欣（YanYan Yan） | |
| 張若錡 | 野戰女               | |
| 湯沛宜 | 高賣女               | |
| 嘉駿   | 黃牛男               | 假扮黃牛黨的騙徒，騙阿良買下冥鈔。 |
| 李致堅 | 同事                 | |
| 杜沚諾 | 同事                 | |
| 張嘉琪 | 同事                 | |
| 胡俊軒 | 小學生               | 利用網上即時通訊軟件向神秘人換取門票，因而捅死阿良並拍下他的慘狀發送給神秘人。 |

### 第九集：神功戲
- 影射2019年尖東TVB臨時演員猝死事件[1]，以及致敬香港演藝界所有幕前幕後工作者

| 演員   | 角色       | 關係                                                                            |
| 陳國邦 | 陳國逑     | 波記 在一次電影拍攝中被攝影器材砸中不治，變成鬼魂後要求子進替自己拍一部電影     |
| 陳健朗 | 劉子進     | 導演 一次拍攝中因一時疏忽令攝影器材被強風吹倒砸死陳國裘，後被其要求替自己拍電影 |
| 袁綺雯 | 陳國逑妻子 |                                                                                 |
| 李信希 | 小鮮肉     |                                                                                 |
| 方珈悠 | 欣         |                                                                                 |
| 劉志偉 | 力         |                                                                                 |
| 周霏霏 | 新PA       |                                                                                 |

### 第十集：公屋
影射2015年香港食水管道含重金屬超標事件、2016年觀龍樓縱火滅門及自焚案及荔景邨情殺案鬧鬼傳聞
| 演員   | 角色         | 關係 |
| 李信希 | 吳志達       | 在之前大鬧辦事處的姐弟搬進單位離奇身亡後被上司要求入內住一晚並作一份報告以換取父親死後一家所居住的公屋單位免被收回，結果遭遇姐弟鬼魂被他們纏繞尋仇，最後和Jennifer被獨眼漢放火燒死，靈魂困於被水泥封起的單位內 |
| 麥詠楠 | 姊姊         | 鉛水事件受影響者，大鬧房屋處辦公室以換取搬遷，結果因不信邪搬入一間凶宅而遭遇靈異事件離奇身亡，死後纏繞吳志達和Jennifer，最後導致他們在獨眼漢放火時不能逃跑被燒死                                               |
| 柳應廷 | 弟弟         | 鉛水事件受影響者，大鬧房屋處辦公室以換取搬遷，結果因不信邪搬入一間凶宅而遭遇靈異事件離奇身亡，死後纏繞吳志達和Jennifer，最後導致他們在獨眼漢放火時不能逃跑被燒死                                               |
| 陳欣妍 | Jennifer     | 被上司要求監督吳志達完成報告，結果被姐弟鬼魂騷擾，最後在獨眼漢放火時未能逃生被燒死，靈魂困於被水泥圍封的單位中                                                                                                 |
| 譚汝康 | 獨眼伯       | 精神怪異，放火燒死吳志達和Jennifer之兇手 |
| 鄭惠成 | 年輕夫       | |
| 戴月   | 年輕妻       | |
| 李錦成 | 何偉明       | 吳志達上司 |
| 林堡熙 | Jennifer男友 | |

### 第十一集：偽善若水
- 影射本港政治狀況、維穩及網絡欺凌問題

| 演員   | 角色     | 關係 |
| 朱栢謙 | 阿源     | 反對接種疫苗 逃跑時要脅鄰居協助自己躲藏，結果對方反暗中通報，一怒之下將其滅口 被妻子逼到死胡同接受疫苗，最後佯裝接種疫苗，實為將疫苗打在妻子身上達到致死量將其殺死 |
| 彭珮嵐 | Mabel    | 阿源妻子 為忘記兒子遭遇網絡欺凌自殺的悲慘回憶而注射疫苗，要求丈夫注射疫苗時被其將疫苗接種在自己身上，達到致死量而死                                                |
| 張滿源 | 鄰居     | 在阿源逃跑時被要脅協助自己隱藏，結果因暗中通知政府人員而被其滅口                                                                                                   |
| 邱士縉 | 巨星     | 因其身份而免受注射疫苗 |
| 王頌茵 | 巨星助手 | |
| 沈殷怡 | 蘭子     | 助導 |
| 劉日東 | 貧民良叔 | |
| 黃子睿 | 導演     | |
| 徐澤銘 | 阿源兒子 | 早年遭冤枉非禮女性而遭遇網絡欺凌，最後不堪輿論壓力跳樓自殺身亡 |

### 第十二集：全家覆
| 演員     | 角色         | 關係 |
| 余潔     | Zoe          | Winson之續弦，劉家第二任媳婦 冰冰和阿志之繼母，溺愛他們 和Winson一家關係不和 在和阿志對話後獲得啟導，在其舉報父親時責罵了他，因而令阿志臨死前釋懷母子和好，再間接和岳母短暫和好，並在後來引導眾人制服威殺其分食讓岳母避過被殺 最後在殺威前被其說服放下屠刀，但目睹劉家母子三人打鬥時而徹底對劉家死心，補刀殺死Winson後遺棄岳母致其失救被怪物獵殺 |
| 黎學勤   | Winson       | 威之兄 有一亡妻，名Anita，向外訛稱其病死，實為被殺死取保險金 和Zoe再婚，實欲重施故技 重女輕男，對阿志比較差 劉家中最自私者，源自自小被母親的嚴苛對待，和母親關係在兄弟兩人中最疏遠，和弟弟亦不和 最終被弟和母合謀殺死，過程中反殺弟弟，在即將殺死其母親時被Zoe補刀致死。                                                                         |
| 梁嘉進   | 威           | Winson之弟，和兄長關係不和 和母親關係疏遠，但比兄長稍微親近母親 遊戲中慫恿Zoe舉報Winson，被阿志偷聽到引致他決定主動舉報父親而回答錯誤被殺 後來在Zoe慫恿下被眾人制服，但被殺前成功令Zoe和母親改變心意，最後和母親合謀殺害Winson，過程中被兄長用鐵片刺死                                                                                           |
| 王宜華   | 劉家奶奶     | Winson和威之母，對長子十分嚴格但幾偏重幼子，導致和兒子三人關係極其疏遠 冰冰和阿志之嫲嫲，偏重阿志 Zoe之岳母，和其不和，後來因阿智之死和她短暫和好 原被票投被殺分食，但在Zoe引導風向後和剩下的人制服威欲殺其分食，但被威說服，並最終出於罪疚殺死Winson 最終道出Winson前妻之死真相，令Zoe徹底對劉家死心，被其放棄救治被怪物獵殺                    |
| 歐陽英男 | 阿志         | Winson之子，Zoe之繼子 向繼母Zoe道出自己和妹妹因為其對他們的溺愛而討厭她。後偷聽到威和Zoe對話，誤信父親為鬼舉報其，結果猜度錯誤被殺，死前因被Zoe責罵，真正感到恰當地被愛而釋懷和母親和好 |
| 吳渙禧   | 冰冰         | Winson之女，Zoe之繼女但討厭其，率先被怪獸獵殺 |
| 張殷慈   | Miss Yip     | 阿志之補習老師，被其暗戀，另和Winson有一腿，成為被牽連進遊戲的原因，率先因違反遊戲規則逃跑被殺 |
| 黎卓成   | Miss Yip男友 | 被女友牽連進遊戲，因違反規則逃跑被殺 |
| 曾贊學   | 遊戲主持     | 訛稱遊戲參加者中有鬼，增設有獎舉報機制，但實為無，純屬離間計 |

### 第十三集：斷片
| 演員   | 角色   | 關係 |
| 駱振偉 | 嚴泰臣 | 蔡之丈夫，周之好友，中學時曾協助其追求蔡，但最終自己和蔡結婚。因經常冷落妻子被其設局報復偽造綁架事件，最後被其殺死。               |
| 朱栢康 | 周郁明 | 嚴之好友，中學時曾對蔡生情。被蔡誘導下和她發生關係並被其要求協助設局報復嚴。最後因為不敢殺害嚴而被蔡惱羞成怒殺死偽造成殺死嚴後自殺 |
| 麥芷誼 | 蔡恩真 | Vivi 嚴之妻子，自中學對周生情。不滿丈夫經常冷落她，色誘周協助報復丈夫，不惜砍斷自己兩隻手指。最後惱羞成怒殺死嚴和周                |
| 區偉權 | 何Sir  | 警察，負責綁架事件調查，最後和蔡見面，暗示他已知道綁架事件真相                                                                     |

### 第十四集：失眠夢
| 演員   | 角色           | 關係   |
| 陳俞希 | 余仲芝         |        |
| 黃奕晨 | 江             |        |
| 袁綺雯 | 蘭（羅小姐）   |        |
| 王貽興 | 莊醫生         |        |
| 韓媚   | Jane（Dr Lam） | 治療師 |
| 區再奇 | 周醫生         |        |

### 第十五集：上樓、詭聲
- 影射中港矛盾、150單程證配額爭議、政府部門溝通不足問題及香港輪候公屋、安老院舍及骨灰龕位問題

| 演員   | 角色           | 關係 |
| 魯文傑 | 平             | 陳姑娘丈夫，片場工作人員，負責收音 深愛女兒，不相信妻子指女兒為劉福助轉世的說法 後來在拍攝時被女兒以收音器材引導阻止了一場火警發生，並被她叮囑要好好照顧自己和妻子 |
| 李靜蓮 | 陳姑娘         | 平之妻子 社會福利署員工，在處理劉福助個案時遇上他的頭七，其後被他哀求把安老院舍申請改為骨灰龕位申請。可惜被劉福助恩將仇報騷擾要脅她協助地府的朋友申請骨灰龕位，導致受驚過度精神錯亂患上產後憂鬱，並誤以為女兒為劉福助轉世而差劣對待其，以及劉福助為令自己和女兒遇上升降機意外導致自己跛腳的成因。 |
| 余世騰 | 劉福助（劉伯） | 等候老人院舍至死未能入住，頭七時被陳姑娘遇見他的靈魂，其後請求陳姑娘將他的安老院舍申請改成骨灰龕位申請。但後來恩將仇報，騷擾陳姑娘以要脅她協助地府的朋友申請骨灰龕位，導致她患上受驚過度精神錯亂患上產後憂鬱並以為女兒為劉福助轉世而差劣對待她。                                                  |
| 梁芷悠 | 嘉嘉           | 平和陳姑娘之女，出生後被母親以為劉福助轉世而遭差劣對待，後來遇上升降機意外身亡 後來以鬼魂形態在收音器材和父親溝通，意外令他制止一場火警 最後着父親好好照顧自己和母親。 |
| 譚汝康 | 鄰居           | |
| 冼錦豪 | 伙記           | |
| 何雙妍 | 助導甲         | |

### 第十六集：奪舍
| 演員   | 角色          | 關係 |
| 王貽興 | 輝 （周先生） | |
| 黃紀童 | 潼            | 余小姐 被假扮成蔣曼莉的高詠梅逼迫放棄居住單位，最後被其逼至自殺 |
| 張丹蕾 | 高詠梅        | 早年出軌，和輝爭執時打翻通渠水灼傷其和令自己失足跌下樓梯死亡，屍骨一部分被輝奪走以配合輝要求假扮不同人士逼迫業主轉售單位或令其自殺以方便收購單位 在潼的個案中扮演五十年代女作家蔣曼莉以令潼轉售單位，最後令其自殺從而讓輝收購單位 |

### 第十七集：正能量
- 影射港人精神健康問題

| 演員   | 角色         | 關係 |
| 許博文 | 韓信宇       | 警察，負責調查佩及龍等人死亡案件，破案心切下載了「正能量」app，選擇了鳥叫聲作為alpha波鬆弛音樂。後來妻子因為使用了其手機使用了「正能量」程式而頂替其遭遇靈異事件死亡暫且逃過一劫。最後輪到他遇上靈異事件時受重傷，失去右眼，但存活，獲得程式的賠償及戒斷藥物，並調往警隊隱密部門繼續工作。 |
| 唐浩然 | 博           | 韓之下屬 |
| 麥可怡 | 劉依依       | 龍之出軌對象，在其死後暗中調查，查到了「正能量」app並使用其，但某日突然收到程式開發公司寄來信件指她不適合使用程式而須刪除其，以及須服用信函附帶之藥丸以斷絕依賴。 |
| 沈殷怡 | 女死者佩     | 「正能量」app使用者，因而遭遇靈異事件身亡。從其溺死和屍身上的海水，可得出她在程式中選擇了和水元素有關的alpha鬆弛音樂 |
| 曾贊學 | 女死者男友龍 | 佩男友，對其不忠 「正能量」app使用者，在女友死後同樣遭遇靈異事件離奇自焚而死，從死因可知他選擇了火元素的alpha鬆弛音樂 |
| 韓媚   | 韓信宇妻子   | 在偶然間在丈夫手機使用「正能量」app，不幸頂替了其遇上靈異事件被鳥嚇死。而她的死在事後令程式開發者把程式下架。 |
| 黃根鳴 | 上司         | 韓之上司 |

### 第十八集：心靈寫真
| 演員   | 角色               | 關係                                                                                     |
| 陳潔玲 | 糖糖               | 網絡探靈直播主持，與山地、馬騮、八戒一同探靈，在探靈直播地點拍攝心靈寫真後遇上怪事       |
| 羅雪妍 | 山地 （Sandy Lam） | 網絡探靈直播主持                                                                         |
| 呂爵安 | 馬騮               | 網絡探靈直播主持，與山地、糖糖、八戒一同探靈，在探靈直播地點玩捉迷藏被嚇驚逃走，其後失蹤 |
| 徐浩昌 | 八戒               | 網絡探靈直播主持，與山地、馬騮、糖糖一同探靈，在探靈直播地點玩捉迷藏後失蹤               |
| 夏子涓 | Lian               | 糖糖之友，建議糖糖找其師傅驅邪，但立即被汽車撞倒                                         |
| 李昭南 | 小花 （花豬）      | 牛柏葉同居之友，無故突然過世                                                             |
| 蘇偉泉 | 牛柏葉             | 與父親同為打齋師傅，協助糖糖驅鬼                                                         |
| 林俊傑 | Brian / 白袍鬼     |                                                                                          |

### 第十九集：鬼胎
| 演員   | 角色         | 關係 |
| 余采霖 | 晴（余小姐） |      |
| 周祉君 | 陸小宇       |      |
| 王樂遙 | 嵐嵐         |      |
| 胡丹瑛 | 晴母         |      |
| 李繼民 | 茅山道士     |      |

### 第二十集：死神
| 演員   | 角色       | 關係                                                                           |
| 陳啟泰 | 死神       | 利用英年進行死神工作，但所殺害的皆是英年以後的恩人                             |
| 英健朗 | 英年       | 網絡酸民（Haters），在網絡上隱藏身分，攻擊一些自己不喜歡的人，因而成為死神目標 |
| 吳肖蓮 | 英年母     |                                                                                |
| 何千錞 | 梁仲欣     |                                                                                |
| 譚子陽 | 梁仲欣男友 |                                                                                |

## 爭議

### 「碟仙」一集藏「光復香港」訊息
2019年12月25日（亦即劇集首播當日）播出之單元劇「碟仙」中，有網友發現其中一幕的黑板上隱藏「光復香港，時代革命」、「黑警死全家」等訊息，間接映射反修例運動事件，惹來網民熱烈討論（其實播出前的宣傳海報亦出現相近畫面）。事後ViuTV於社交媒體Facebook上發表聲明，澄清該圖由外判製作單位提供，當他們發現「不恰當字眼」時已經立即刪除有關文字；又強調該台會繼續保持平台中立，不容許個別人士利用平台發表個人言論，並保留向製作單位追究的權利。該劇編劇兼導演則在Facebook發帖表示對於出現不恰當字句深感遺憾。

## 節目調動
- 2020年1月1日：由於直播《2019年度叱咤樂壇流行榜頒獎典禮》，是日停播一天。